# واروارا آلکسانیان
واروارا آرتویی آلکسانیان (ارمنی: Վարվառա Արտոյի Ալեքսանյան؛ انگلیسی: Varvara Alexanyan؛ زادهٔ ۱۹۲۱ - درگذشته ۵ آوریل ۱۹۸۹) مربی، پزشک، همه‌گیرشناس اهل ارمنستان بود.

## زندگی‌نامه
وی در ۱۹۲۱ در ایروان به دنیا آمد وی دختر آرتو آلکسانیان بود و از دانشگاه پزشکی دولتی ایروان (۱۹۴۳) فارغ‌التحصیل گشت. وی همچنین برنده جوایزی همچون نشان برجسته افتخار شد. وی در ۵ آوریل ۱۹۸۹ در سن ۶۸ سالگی در ایروان درگذشت و در آرامستان مرکزی ایروان (توخماخ) به خاک سپرده شد.

## یادداشت
1. ↑  բժշկական գիտությունների դոկտոր